# 索加里耶
索加里耶（Sogariya），是印度拉贾斯坦邦Kota县的一个城镇。总人口8832（2001年）。

## 人口
该地2001年总人口8832人，其中男性4673人，女性4159人；0—6岁人口1087人，其中男556人，女531人；识字率74.13%，其中男性为84.51%，女性为62.47%。